# Prawo ziemskie (historia prawa)
Prawo ziemskie – nazwa systemu zwyczajowego prawa sądowego I Rzeczypospolitej, zastosowana w Korekturze praw dla odróżnienia polskiego prawa zwyczajowego od systemów praw miejskich, pochodzenia niemieckiego. Prawo ziemskie obowiązywało w Polsce od wykształcenia się stanów do III rozbioru.

## Prawo szlacheckie
Od XIII wieku, na skutek stosowania praw miejskich przez mieszczaństwo, a prawa kanonicznego przez duchowieństwo, jedynym stanem, który mógł stosować normy polskiego prawa zwyczajowego w pełnym zakresie (chłopi mieli znacznie ograniczoną zdolność do czynności prawnych), była szlachta. Stąd mianem prawa ziemskiego określa się system prawa stosowanego przez szlachtę w dawnej Polsce.
Ta dominacja stanu szlacheckiego w stosowaniu prawa zwyczajowego spowodowała wzrost roli norm, które odpowiadały interesom majątkowym szlachty czy takich, które wpisywały się w kulturę szlachecką.
Do pierwszej grupy należą m.in. wprowadzenie nowoczesnego prawa o hipotekach, zakaz legitymizacji nieślubnych dzieci przez następne zawarcie małżeństwa rodziców (był to sposób na powstrzymanie nobilitacji kobiet niskiego stanu i ich potomstwa ze szlachcicami), ograniczenia testamentowego dziedziczenia nieruchomości (hamującego proces bogacenia się instytucji kościelnych kosztem szlachty). Do drugiej grupy zaliczają się m.in. kary utraty czci szlacheckiej, adopcja do herbu, fakultatywna legalność pojedynków.
Także w postępowaniu procesowym funkcjonowały normy uprzywilejowujące szlachtę, m.in.: w procesie o zbiegłych poddanych (chłopów) nie obowiązywała dawność, sądy apelacyjne – Trybunał Koronny i Trybunał Główny Wielkiego Księstwa Litewskiego – miały charakter samorządowy (Stefan Batory zrzekł się kompetencji najwyższego sądownictwa na rzecz szlachty, której deputaci do Trybunałów byli reprezentantami, a palestra do Trybunałów mogła składać się wyłącznie z posesjonatów).

## Inne cechy prawa ziemskiego
Prawo ziemskie wykazywało sporą niezależność od wpływów recypowanego prawa rzymskiego, obecnych zarówno w prawach miejskich, jak i w prawie kanonicznym. Przyczyniła się do tego szczególna niechęć szlachty do modelu silnej władzy centralnej, promowanego przez prawo o tradycjach dominialnych. I tak z rozwiązań znanych z Constitutio Criminalis Carolina nie wprowadzono np. inkwizycyjnego modelu procesu, mniej popularna była odpowiedzialność karna na życiu i ciele. Przejęto natomiast pośrednio (bo poprzez wpływy trzeciego statutu litewskiego i Korekturę pruską) zwiększenie roli pisma przy zmniejszeniu formalizmu w postępowaniu sądowym, instytucje apelacji i emfiteuzy.
Prawo ziemskie było także niejednolite: różnice, występujące w zależności od ziemi czy województwa, uwidaczniały się w treści laudów sejmikowych. Brak kodyfikacji przyczynił się do niepewności prawa, rozbieżności norm i praktyki oraz norm pomiędzy sobą; wzmocnienia autorytetu literatury prawniczej. W dobie oligarchii magnackiej, osłabienia władzy państwowej i rozprzężenia kultury prawnej te cechy zadecydowały o braku skuteczności systemu sądownictwa i wybiórczości działania prawa.

## Schyłek obowiązywania
Prawo ziemskie obowiązywało do rozbiorów Polski. W Księstwie Warszawskim miała być stosowana jego karna część, ale brak pewności norm przesądził o oparciu się sądów na kodeksach zaborczych, Franciszkanie i Landrechcie pruskim, które pierwotnie miały pełnić rolę pomocniczą.